# Eduard Romaniuta
Eduard Eduardowycz Romaniuta (ukr. Едуард Едуардович Романюта, ros. Эдуард Эдуардович Романюта Eduard Eduardowicz Romaniuta; ur. 23 października 1992 w Tarnopolu) – ukraiński piosenkarz, reprezentant Mołdawii podczas 60. Konkursu Piosenki Eurowizji w 2015 roku.

## Życiorys

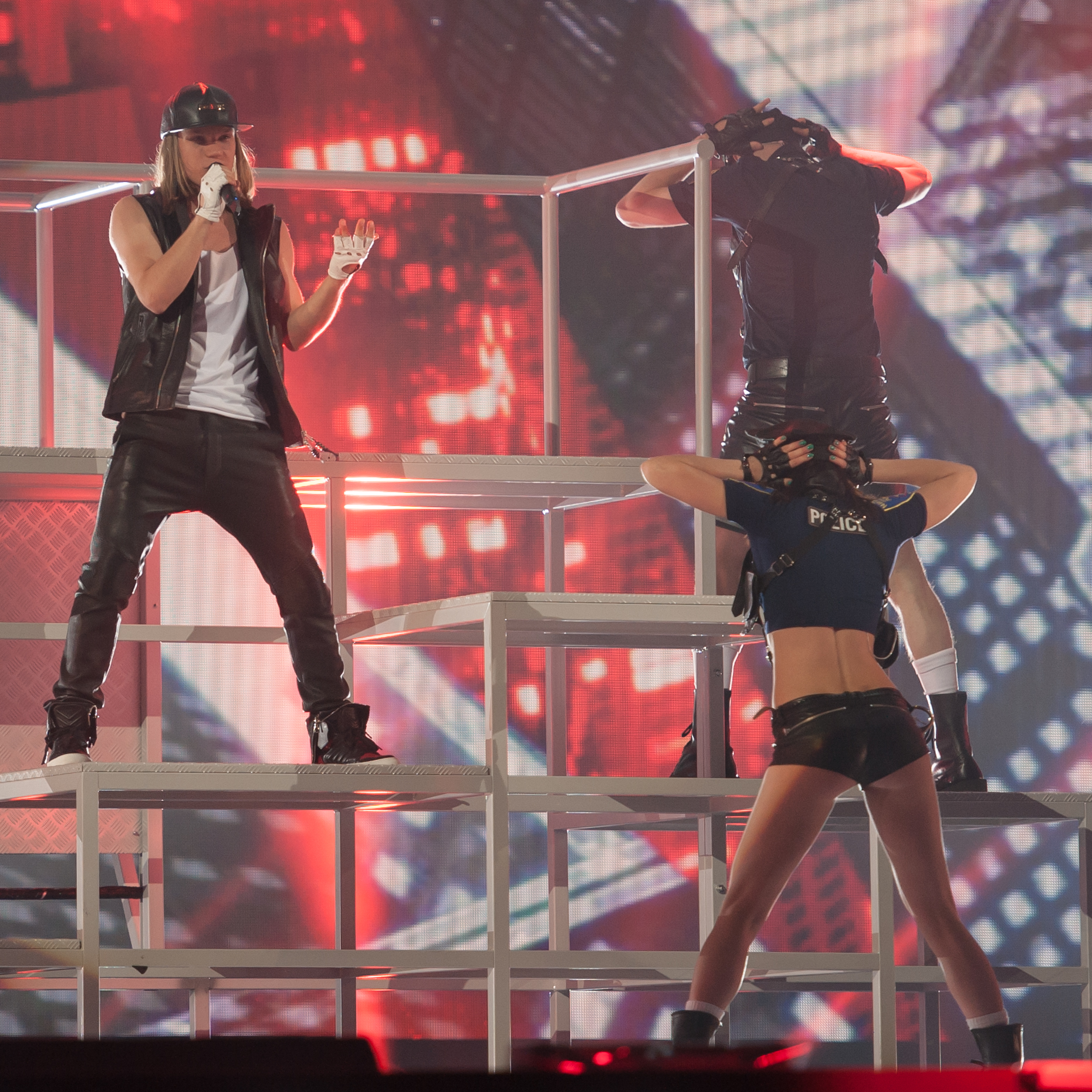
Eduard Romaniuta podczas prób do Konkursu Piosenki Eurowizji 2015

W wieku 4 lat zaczął śpiewać i grać na skrzypcach. Studiował na Państwowym Uniwersytecie Ekonomicznym w Tarnopolu.
W 2009 po raz pierwszy wziął udział w ukraińskich selekcjach do 54. Konkursu Piosenki Eurowizji, do których zgłosił się jako jeden z 63 uczestników z utworem „Silence” i został zakwalifikowany do grona 31 półfinalistów, jednakże nie udało mu się awansować do finału eliminacji. W 2011 po raz drugi wystartował w ukraińskich selekcjach do 56. Konkursu Piosenki Eurowizji z utworem „Berega”. Rok później zajął w selekcjach piąte miejsce z piosenką „I'll Never Let Go”. W 2013 ponownie wystartował w ukraińskich eliminacjach do konkursu, tym razem kończąc rywalizację na trzeciej pozycji z utworem „Get Real With My Heart”.
W 2014 roku premierę miała debiutancka płyta Romaniuty zatytułowana Conspiracy. 
Pod koniec lutego 2015 roku wygrał mołdawskie eliminacje do 60. Konkursu Piosenki Eurowizji z utworem „I Want Your Love”, zostając tym samym pierwszym obcokrajowcem reprezentującym Mołdawię w konkursie. Romaniuta zdecydował się na udział w selekcjach po tym, gdy okazało się, że poznana przez niego przez internet dziewczyna z Mołdawii, w której się zakochał, jest mężatką. Po finale eliminacji jego utwór był oskarżany o plagiat, porównywano go do piosenek: „It's Like That” Mariah Carey, „Rude Boy” Rihanny i „Just A Little” zespołu Liberty X. Sam artysta został także posądzony o kupowanie głosów. 
19 maja wystąpił w pierwszym półfinale jako pierwszy w kolejności i zajął ostatecznie jedenaste miejsce, przez co nie przeszedł do finału.

## Dyskografia

### Albumy studyjne
- Conspiracy (2014)